# August Steppat
August Steppat (geboren 12. Februar 1902 in Hannover; gestorben 11. September 1980 in Hemmingen bei Hannover) war ein deutscher Verwaltungsbeamter.

## Leben

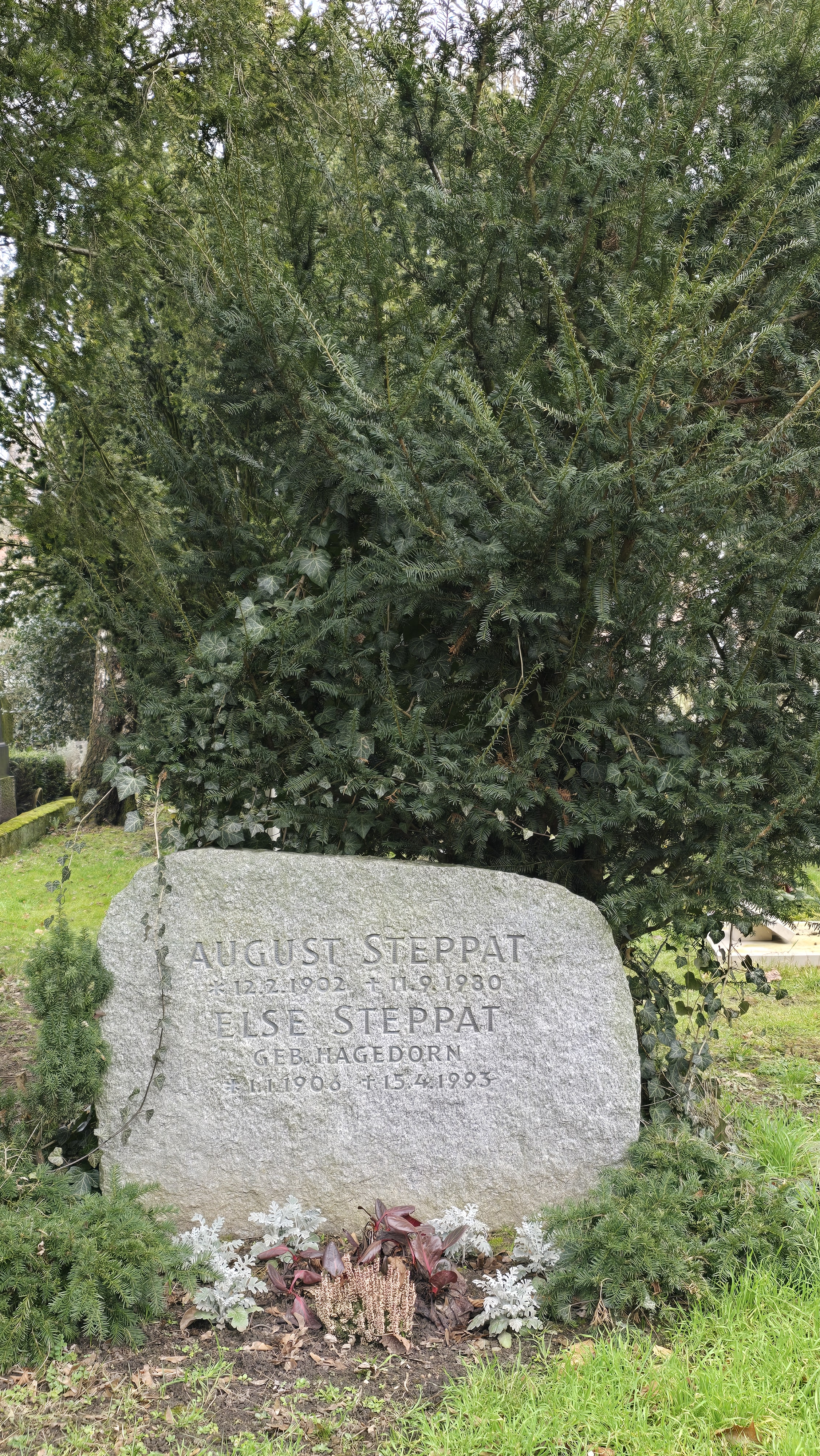
Grabstein Steppats und der Else, geborene Hagedorn (1906–1993) auf dem Friedhof Am Brocksberg in Alt-Laatzen

Kurz nach dem Ende des Zweiten Weltkrieges wurde August Steppat 1945 durch die Britischen Militärbehörden zum Gemeindedirektor der Stadt Laatzen ernannt, ein Amt, das er bis 1948 ausübte.
Schon vor der Gründung der Bundesrepublik Deutschland übernahm Steppat zum 1. Januar 1948 das Amt des Oberkreisdirektors des Landkreises Hannover, das er bis zum 31. Dezember 1966 ausübte.
Für sein Wirken wurde Steppat 1963 mit der Verleihung der Laatzener Ehrenbürgerrechte gewürdigt und 1966 mit dem Verdienzkreuz des Niedersächsischen Verdienstordens ausgezeichnet.
August Steppat starb 1980 im Alter von 78 Jahren in Hemmingen-Westerfeld. Er wurde auf dem Friedhof Am Brocksberg in Alt-Laatzen beigesetzt; die Grabpflege obliegt der Kommune.